# Omega XI
Az Omega XI az Omega együttes tizenegyedik magyar stúdióalbuma, 1982-ből. Az együttes ekkoriban azzal kísérletezett, hogy zenéjébe több elektronikus hangzást vigyen. Különössége, hogy a stúdió felvételek alatt kiemelkedő szerepet kapott a Szalay fivérek által tervezett magyar gyártmányú MUZIX81 sequencer/audio processor. A közönség azonban idegenkedve fogadta ezt a stílusváltást, így a lemez kevéssé lett népszerű.
A borítót Gyémánt László tervezte.

## Kiadások
| Év   | Kiadó           | Formátum | Sorszám              | Megjegyzések |
| ---- | --------------- | -------- | -------------------- | --- |
| 1982 | MHV Pepita      | LP       | SLPX 17747           | |
| 1982 | MHV             | MC       |                      | |
| 1994 | Hungaroton Mega | CD       | HCD 17747 (94/M-132) | |
| 2004 | Hungaroton Mega | CD       | HCD17747             | Felújított kiadás bónuszdalokkal, az Antológia vol. 4. 1980–1985 – Synth rock albumok részeként és önállóan is megjelent. |
| 2015 | Hungaroton      | CD       |                      | LP Anthology – Az Omega első 13 albumának gyűjteményes kiadása, az eredeti lemezek hangzásával és dallistájával.          |

## Dalok
A dalokat kollektíven az Omega jegyzi zeneszerzőként, szövegíró Sülyi Péter.

### Első oldal
1. Ajánlott útvonal
2. Alvajáró
3. Kenyér és információ
4. Három csendes nap
5. Téli vadászat

### Második oldal
1. Kötéltánc
2. Az utolsó óra
3. Szemközt a rózsaszínnel
4. Elengedett kézzel
5. A hatalom színháza

### Bónusz a 2004-es kiadáson
A 2004-ben az Antológia-sorozatban megjelent felújított kiadásra felkerült négy dal koncertváltozata a Jubileumi koncert albumról.
1. Ajánlott útvonal
2. A hatalom színháza
3. Kenyér és információ
4. Kötéltánc

## Közreműködött
- Benkő László – billentyűs hangszerek
- Debreczeni Ferenc – dob, ütőhangszerek
- Kóbor János – ének, vokál
- Mihály Tamás – basszus
- Molnár György – szólógitár